# Автопортрет со Смертью, играющей на скрипке
Автопортрет со Смертью, играющей на скрипке (нем. Selbstbildnis mit fiedelndem Tod) — картина швейцарского художника Арнольда Бёклина 1872 года. В настоящее время полотно находится в Национальной галерее Государственного музея прусского культурного наследия в Берлине. Впервые работа была выставлена в Kunstverein München в 1872 году, создав Арнольду Бёклину репутацию в мюнхенском художественном сообществе.

## Содержание картины
Автопортрет относится к мюнхенскому периоду Бёклина. На нём изображён художник с кистью и живописной палитрой; взгляд его направлен поверх зрителя и словно бы устремлён вдаль. На самом же деле внимание художника сосредоточено на фигуре Смерти, которая выступает из темноты, касаясь левого плеча художника. Бёклин слушает скрипку Смерти, у которой только одна, самая низкая струна.
На художнике тёмный пиджак с высоким воротом. Под ним белая рубашка с высоким воротником. Есть похожие автопортреты Арнольда Бёклина, написанные во время его пребывания в Риме между 1863 и 1864 годами. В отличие от автопортрета 1878 года, хранящегося в Дармштадском музее земли Гессен, на этом у него пышная борода. Подобные автопортреты были сделаны в 1875/1876 годах (в настоящее время в Гамбургском кунстхалле) и в 1893 году (Базельский художественный музей).
Образцом для автопортрета послужил портрет английского дворянина сэра Брайана Тьюка, который ещё при жизни Арнольда Бёклина приписывался Гансу Гольбейну-младшему и находится в Старой пинакотеке в Мюнхене. На той картине позади портретируемого изображён скелет с песочными часами.

## Тема Смерти
Арнольд Бёклин обращался к теме смерти на протяжении всей своей карьеры. Одна из самых известных его картин — «Остров мёртвых», существовавшая в шести версиях. Четыре из них до сих пор хранятся в различных музеях мира, пятая утрачена во время Второй мировой войны. Его картины о чуме также посвящены смерти.
Автопортрет Бёклина со Смертью, играющей на скрипке, вдохновил нескольких его коллег-художников на написание похожих вещей. К ним относятся «Автопортрет со Смертью» Ханса Тома (1875, Государственный кунстхалле в Карлсруэ), «Автопортрет со скелетом» Ловиса Коринта (1896, Муниципальная галерея в Ленбаххаусе, Мюнхен) и некоторые другие произведения.
Писатель Вольф Джастин Хартманн (1894—1969), вероятно, вдохновлялся картиной при создании тетралогии «Роковая скрипка» (Die Schicksalsgeige), опубликованной между 1938 и 1956 годами, которая включает романы Durst (1938), Mann im Mars (1940), Das Parrotiennest (1948) и Das Spiel an der Sulva (1956). В каждом из этих четырёх романов Смерть в качестве главного действующего лица играет на определённой струне, ноту которой автор выносит эпиграфом к тексту.

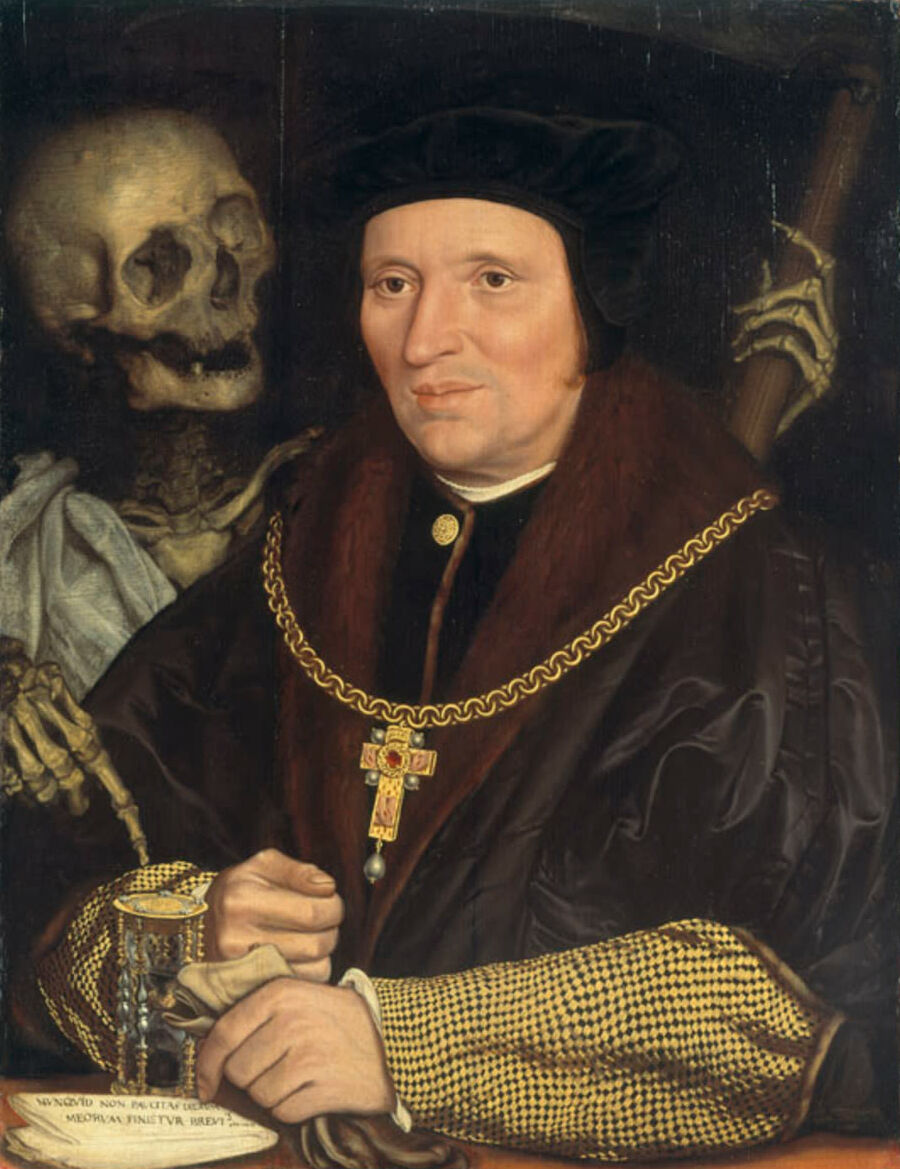
«Портрет сэра Брайана Тьюка со Смертью», неизвестный последователь Ганса Гольбейна-младшего, около 1540
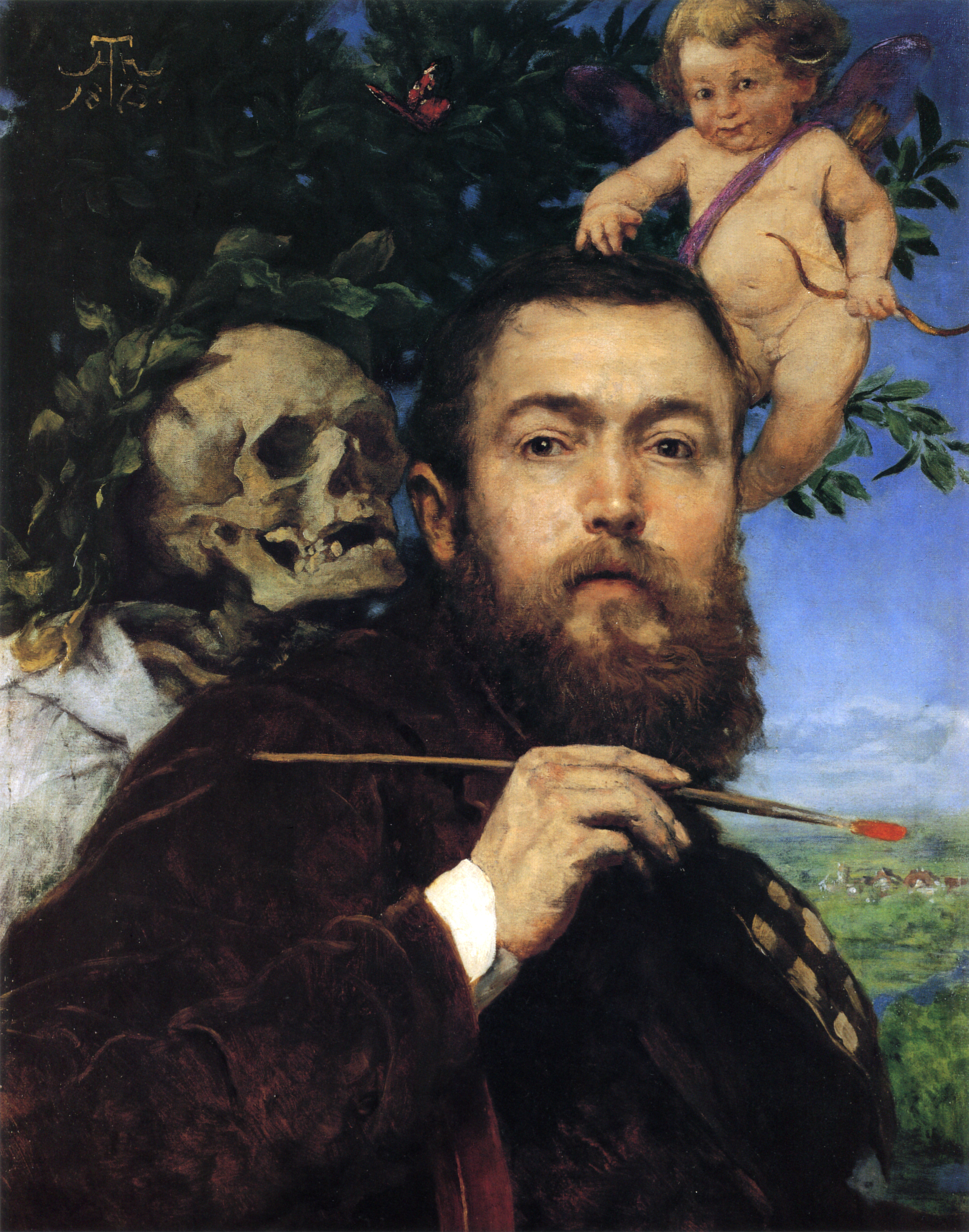
«Автопортрет со Смертью и Амуром» Ханса Тома, 1875
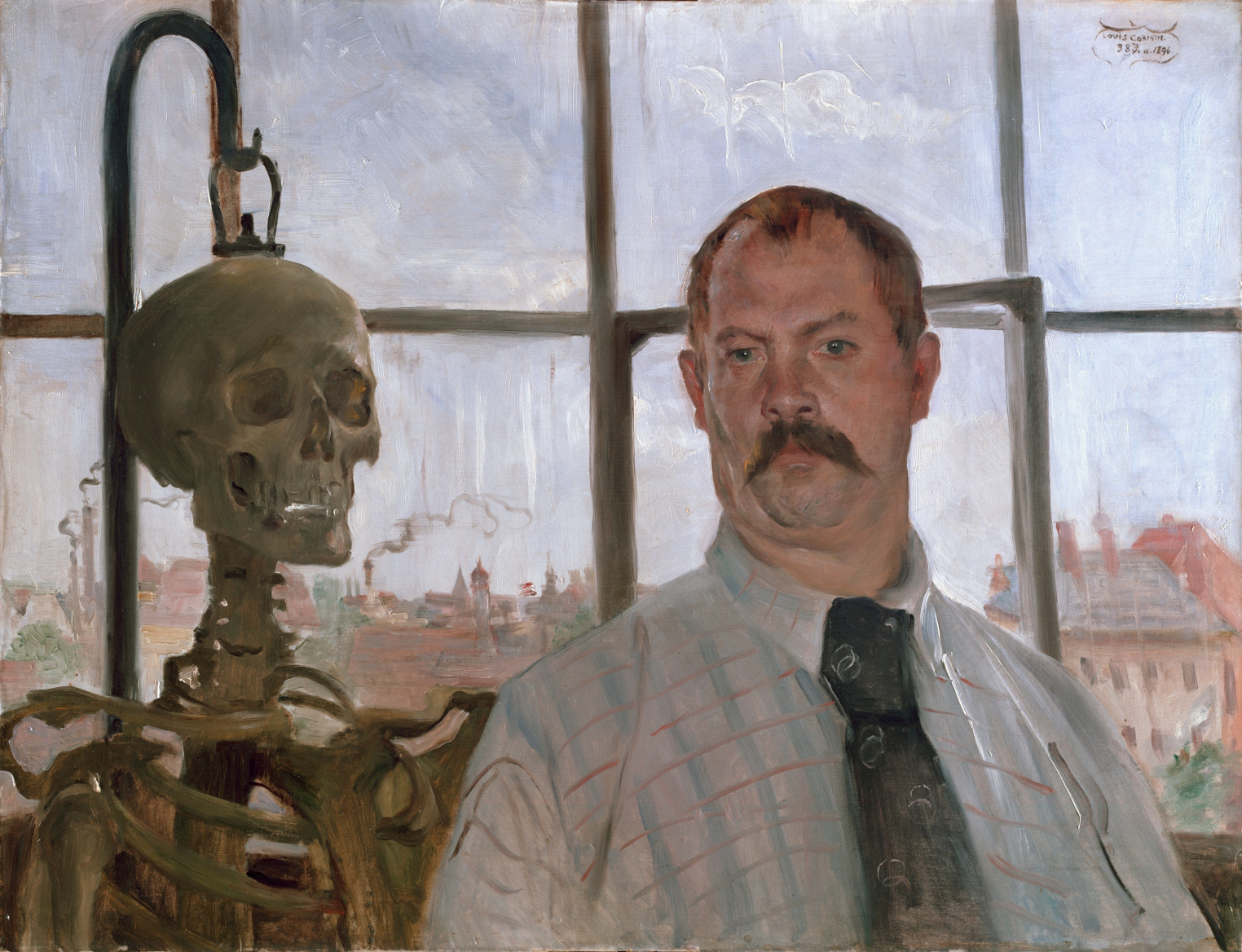
«Автопортрет со скелетом» Ловиса Коринта, 1896
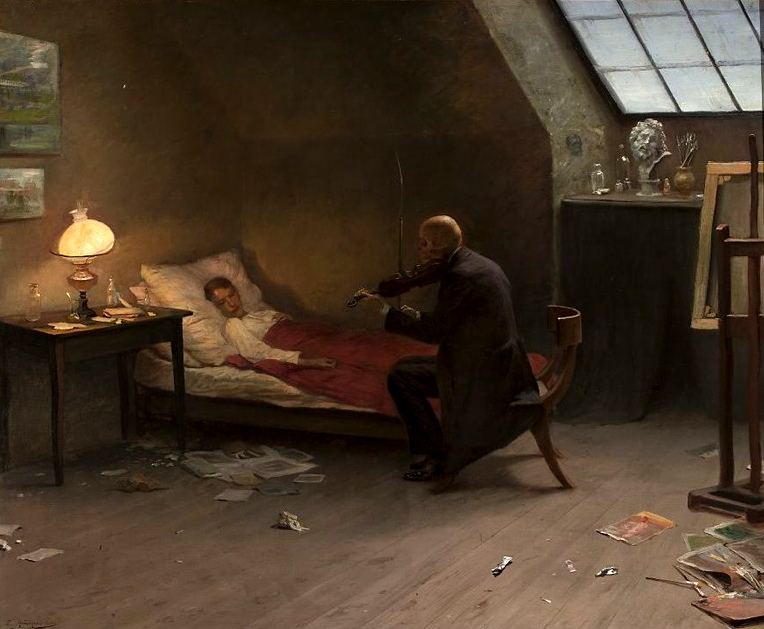
«Смерть художника (Последний друг)» Зигмунда Андричевича, 1901